# Modea Nova
Modea Nova je hrvatska tvornica rublja iz Garešnice. 
Povijest tvornice počinje 1960. godine. Te godine općina Garešnica osnovala je konfekcijsko poduzeće Garić. 1961. Garić je udružen s poduzećem DTR iz Zagreba. Garić je do 1974. bio samo proizvodni pogon. Put k osamostaljenju tvornice počeo je kad je 1974. osnovan OOUR Garešnica. Prosinca 1989. OOUR Garešnica izašao je iz sastava DTR-a i otad djeluje kao samostalno društveno poduzeće pod imenom Modea - tvornica rublja s p.o. Temeljna djelatnost je proizvodnja tekstilne konfekcije. Ime Modea izabrano je jer je izvedeno od riječi "moda".
Pretvorbom poduzeća u Hrvatskoj Modea 1992. postala je dioničko društvo. Pod tim je imenom radila do 2008. godine. Od 2008. proizvodnju je preuzela nova tvrtka, društvo s ograničenom odgovornošću Modea Nova.
Danas u tvornici Modea Nova radi oko 250 djelatnika. Poduzeće ima proizvodnju, razvoj, dizajn, konstrukciju odjeće i distribuciju. Proizvodni asortiman čine bluze, haljine, hlača, suknje, kompleti i kaputi za žene, te košulje i odijela za muškarce.
Sve se organizira u Garešnici. Proizvode se distribuira preko 23 prodavaonice koje se nalaze u svim većim gradovima u Republici Hrvatskoj. Modea Nova ima organizirano i veleprodajno poslovanje. 